# Norman Hunter
Norman Hunter (Gateshead, 29 ottobre 1943 – Leeds, 17 aprile 2020) è stato un calciatore e allenatore di calcio inglese, di ruolo difensore, campione del mondo con la Nazionale ai Mondiali di calcio del 1966.
Nel 1998 è stato incluso nella lista delle 100 leggende del campionato inglese.

## Carriera

### Club
Inizialmente era un attaccante, ma il suo ruolo fu modificato nel Leeds Utd in un solido centrale difensivo che prese la casacca numero 6 durante i suoi 14 anni con il club nel quale giocava da quando ne aveva 15.
Il suo debutto in campionato avvenne nel 1962 e finì per rimanere titolare tutta la stagione, formando una coppia formidabile con Jack Charlton.
Il Leeds fu promosso dalla Seconda Divisione nel 1964 e l'anno successivo presero parte con molto successo al Campionato di Prima Divisione ed alla FA Cup. Comunque, persero il titolo contro il Manchester United per differenza reti e furono battuti 2-1 dal Liverpool nella finale della Coppa nazionale.
Con il Leeds vinse quattro titoli: una League Cup ed una Coppa delle Fiere, una Charity Shield ed un Campionato. Il 1970 fu un anno peggiore degli altri e non vinse niente.
Vinse ancora una Coppa delle Fiere nel 1971, una FA Cup nel 1972 ed un Campionato di Prima Divisione nella stagione 1973/74.
Giocò molte stagioni per il Leeds prima del suo trasferimento nell'autunno 1976, quando diventò un giocatore del Bristol City. Giocò lì per tre anni prima di tornare nello Yorkshire come giocatore, e poi allenatore, del Barnsley.

### Nazionale
Fece il suo debutto in nazionale nel 1965, ma la grossa intesa tra Charlton e Bobby Moore lo fece stare per molti incontri seduto in panchina, collezionando 28 partite. Fece parte della squadra che si aggiudicò nel 1966 il Mondiale, senza però giocare alcuna partita.

### Dopo il ritiro
Dopo aver allenato il Barnsley passò ad allenare il Rotherham United e, per un breve periodo, il Leeds.
Nel 1993, ritiratosi dal calcio, diventò ospite fisso di una trasmissione radiofonica locale della BBC Radio Leeds.
Nel 1998, la Football League, per festeggiare il suo centenario, incluse Hunter in una lista di 100 leggende che hanno preso parte al campionato inglese.
Hunter rilasciò una sua autobiografia, intitolata Biting Talk, nel 2004.
Dalla moglie Sue, sposata l'11 giugno 1968, ebbe un figlio e una figlia.
Dopo aver contratto il COVID-19 ed essere stato ricoverato in ospedale, è morto il 17 aprile 2020 all'età di 76 anni.

## Statistiche

### Cronologia presenze e reti in nazionale
| Cronologia completa delle presenze e delle reti in nazionale ― Inghilterra | Cronologia completa delle presenze e delle reti in nazionale ― Inghilterra | Cronologia completa delle presenze e delle reti in nazionale ― Inghilterra | Cronologia completa delle presenze e delle reti in nazionale ― Inghilterra | Cronologia completa delle presenze e delle reti in nazionale ― Inghilterra | Cronologia completa delle presenze e delle reti in nazionale ― Inghilterra | Cronologia completa delle presenze e delle reti in nazionale ― Inghilterra | Cronologia completa delle presenze e delle reti in nazionale ― Inghilterra |
| Data                                                                       | Città                                                                      | In casa                                                                    | Risultato                                                                  | Ospiti                                                                     | Competizione                                                               | Reti                                                                       | Note                                                                       |
| -------------------------------------------------------------------------- | -------------------------------------------------------------------------- | -------------------------------------------------------------------------- | -------------------------------------------------------------------------- | -------------------------------------------------------------------------- | -------------------------------------------------------------------------- | -------------------------------------------------------------------------- | -------------------------------------------------------------------------- |
| 8-12-1965                                                                  | Madrid                                                                     | Spagna                                                                     | 0 – 2                                                                      | Inghilterra                                                                | Amichevole                                                                 | -                                                                          | 43’                                                                        |
| 23-2-1966                                                                  | Londra                                                                     | Inghilterra                                                                | 1 – 0                                                                      | Germania Ovest                                                             | Amichevole                                                                 | -                                                                          |                                                                            |
| 4-5-1966                                                                   | Londra                                                                     | Inghilterra                                                                | 2 – 0                                                                      | Jugoslavia                                                                 | Amichevole                                                                 | -                                                                          |                                                                            |
| 26-6-1966                                                                  | Helsinki                                                                   | Finlandia                                                                  | 0 – 3                                                                      | Inghilterra                                                                | Amichevole                                                                 | -                                                                          |                                                                            |
| 27-5-1967                                                                  | Vienna                                                                     | Austria                                                                    | 0 – 1                                                                      | Inghilterra                                                                | Amichevole                                                                 | -                                                                          |                                                                            |
| 8-5-1968                                                                   | Madrid                                                                     | Spagna                                                                     | 1 – 2                                                                      | Inghilterra                                                                | Qual. Euro 1968                                                            | 1                                                                          |                                                                            |
| 22-5-1968                                                                  | Londra                                                                     | Inghilterra                                                                | 3 – 1                                                                      | Svezia                                                                     | Amichevole                                                                 | -                                                                          |                                                                            |
| 1-6-1968                                                                   | Hannover                                                                   | Germania Ovest                                                             | 1 – 0                                                                      | Inghilterra                                                                | Amichevole                                                                 | -                                                                          |                                                                            |
| 5-6-1968                                                                   | Firenze                                                                    | Inghilterra                                                                | 0 – 1                                                                      | Jugoslavia                                                                 | Euro 1968 - 1º turno                                                       | -                                                                          |                                                                            |
| 8-6-1968                                                                   | Roma                                                                       | Inghilterra                                                                | 2 – 0                                                                      | Unione Sovietica                                                           | Euro 1968 - 1º turno                                                       | -                                                                          |                                                                            |
| 15-1-1969                                                                  | Londra                                                                     | Inghilterra                                                                | 1 – 1                                                                      | Romania                                                                    | Amichevole                                                                 | -                                                                          |                                                                            |
| 7-5-1969                                                                   | Londra                                                                     | Inghilterra                                                                | 2 – 1                                                                      | Galles                                                                     | Torneo Interbritannico 1969                                                | -                                                                          |                                                                            |
| 14-1-1970                                                                  | Londra                                                                     | Inghilterra                                                                | 0 – 0                                                                      | Paesi Bassi                                                                | Amichevole                                                                 | -                                                                          |                                                                            |
| 14-6-1970                                                                  | Leon                                                                       | Germania Ovest                                                             | 3 – 2                                                                      | Inghilterra                                                                | Mondiali 1970 - Quarti di finale                                           | -                                                                          | 81’                                                                        |
| 3-2-1971                                                                   | Gżira                                                                      | Malta                                                                      | 0 – 1                                                                      | Inghilterra                                                                | Qual. Euro 1972                                                            | -                                                                          |                                                                            |
| 29-4-1972                                                                  | Londra                                                                     | Inghilterra                                                                | 1 – 3                                                                      | Germania Ovest                                                             | Qual. Euro 1972                                                            | -                                                                          |                                                                            |
| 13-5-1972                                                                  | Berlino                                                                    | Germania Ovest                                                             | 0 – 0                                                                      | Inghilterra                                                                | Qual. Euro 1972                                                            | -                                                                          | 57’                                                                        |
| 20-5-1972                                                                  | Cardiff                                                                    | Galles                                                                     | 0 – 3                                                                      | Inghilterra                                                                | Torneo Interbritannico 1972                                                | -                                                                          |                                                                            |
| 23-5-1972                                                                  | Londra                                                                     | Inghilterra                                                                | 0 – 1                                                                      | Irlanda del Nord                                                           | Torneo Interbritannico 1972                                                | -                                                                          |                                                                            |
| 27-5-1972                                                                  | Glasgow                                                                    | Scozia                                                                     | 0 – 1                                                                      | Inghilterra                                                                | Torneo Interbritannico 1972                                                | 1                                                                          |                                                                            |
| 15-11-1972                                                                 | Cardiff                                                                    | Galles                                                                     | 0 – 1                                                                      | Inghilterra                                                                | Qual. Mondiali 1974                                                        | -                                                                          |                                                                            |
| 24-1-1973                                                                  | Londra                                                                     | Inghilterra                                                                | 1 – 1                                                                      | Galles                                                                     | Qual. Mondiali 1974                                                        | 1                                                                          |                                                                            |
| 10-6-1973                                                                  | Mosca                                                                      | Unione Sovietica                                                           | 1 – 2                                                                      | Inghilterra                                                                | Amichevole                                                                 | -                                                                          | 58’                                                                        |
| 26-9-1973                                                                  | Londra                                                                     | Inghilterra                                                                | 7 – 0                                                                      | Austria                                                                    | Amichevole                                                                 | -                                                                          |                                                                            |
| 17-10-1973                                                                 | Londra                                                                     | Inghilterra                                                                | 1 – 1                                                                      | Polonia                                                                    | Qual. Mondiali 1974                                                        | -                                                                          |                                                                            |
| 15-5-1974                                                                  | Londra                                                                     | Inghilterra                                                                | 1 – 0                                                                      | Irlanda del Nord                                                           | Torneo Interbritannico 1974                                                | -                                                                          | 36’                                                                        |
| 18-5-1974                                                                  | Glasgow                                                                    | Scozia                                                                     | 2 – 0                                                                      | Inghilterra                                                                | Torneo Interbritannico 1974                                                | -                                                                          | 46’                                                                        |
| 30-10-1974                                                                 | Londra                                                                     | Inghilterra                                                                | 3 – 0                                                                      | Rep. Ceca                                                                  | Qual. Euro 1976                                                            | -                                                                          |                                                                            |
| Totale                                                                     |                                                                            | Presenze                                                                   | 28                                                                         |                                                                            | Reti                                                                       | 2                                                                          |                                                                            |

## Palmarès

### Club

#### Competizioni nazionali
- Campionato inglese di seconda divisione: 1

Leeds: 1963–1964
- Campionato inglese: 2

Leeds: 1968-1969, 1973-1974
- Coppa d'Inghilterra: 1

Leeds: 1971-1972
- Coppa di Lega inglese: 1

Leeds: 1967-1968
- Charity Shield: 1

Leeds: 1969

#### Competizioni internazionali
- Coppa delle Fiere: 2

Leeds: 1967-1968, 1970-1971

### Nazionale
- Campionato mondiale: 1

Inghilterra 1966

### Individuale
- Giocatore dell'anno della PFA: 1

1974